# Giorgio Rebuffi
Giorgio Rebuffi (Milano, 7 novembre 1928 – Castiglione Torinese, 15 ottobre 2014) è stato un disegnatore e fumettista italiano noto per aver ideato e disegnato famose serie a fumetti come Cucciolo e Beppe e ideato, su testi di Roberto Renzi, il personaggio di Tiramolla, oltre alla creazione di molti altri personaggi umoristici come il Lupo Pugaciòff, il gatto Ottag e Tore Scoccia, commesso viaggiatore interplanetario..

## Biografia
Esordìsce come autore di fumetti nel 1949 quando era ancora studente di medicina, ideando il personaggio dello Sceriffo Fox e Bingo Bongo re del Tongo per le edizioni Alpe che gli affida, nel 1952, la realizzazione della serie di Cucciolo e Beppe, ideata dall'editore Giuseppe Caregaro come emulazione di Topolino e Pippo, che lui rivisitò umanizzando i personaggi (prima animali antropomorfi) e aggiungendo alla lunga saga a fumetti numerosi comprimari come il ladro Bombarda, il lupo Pugaciòff, Grifagno Sparagno, Gigorocane, il Professor Cerebrus e molti altri.
Su testi di Roberto Renzi, nel 1962, crea Tiramolla. Inizialmente, il figlio del caucciù e della colla, esordisce e muove i primi passi sulla testata di Cucciolo ma guadagna ben presto una sua serie personale. Il grande successo di Tiramolla arriva anche in Francia dove viene battezzato Elastoc.
Negli anni successivi seguirono altri personaggi come Tita e Totò, Giacinto e Caterina, e Fungolino per la versione libretto de La vispa Teresa; Giotto il bassotto nel 1958 per il mensile Soldino dell'editore Bianconii, poi Trottolino (suo è il design del personaggio e la realizzazione del primo numero, il panda Lucky Loris, Torquato maiale ostinato, Aiace il fantasma, Tom Porcello e Artemidoro, il Volpone Dulcamara, Esopo Minore, Tore Scoccia - Vita di un commesso viaggiatore interplanetario, Ottag per la serie Vita con il gatto e I Tre Dispettieri.
Insieme a Luciano Bottaro e Carlo Chendi, nel 1968 fonda lo Studio Bierreci al quale aderirono poi altri importanti autori come Antonio Canale, Ivo Milazzo, Giancarlo Berardi, Guido Scala, Enzo Marciante e Maria Luisa Uggetti.
Negli anni settanta collabora con altri editori: con la Mondadori, nel 1971, con la storie "Zio Paperone e il concorso di bellezza", pubblicata su Topolino n. 803, alla quale seguirono molte altre. Nel 1974 lavora anche sul Corriere dei piccoli.
Collabora con il settimanale francese Pif Parade realizzando episodi della serie Pif le Chien nel 1989 e con altri editori in Francia e in Germania con storie inedite de La Pantera Rosa.
Dal 1996 al 2002 pubblica diversi volumi di storie inedite dei suoi personaggi per la Vittorio Pavesio Productions e, dal 1997, collabora con la rivista Dodo (Mondadori). 
Nel 2000 collabora con l'Associazione Culturale Comixcomunity realizzando albi di ristampe con brevi storie inedite e il saggio ‘La storia di Cucciolo’. 
Nel 2007 iniziò la collaborazione con l'Associazione Culturale Annexia, riproponendo ristampe cronologiche dei suoi cavalli di battaglia e nuove storie inedite scritte e disegnate insieme al suo ultimo allievo Luca Laca Montagliani.
Muore il 15 ottobre 2014 a Castiglione Torinese.

## Riconoscimenti
- Nel 2008 riceve il premio Micheluzzi al Comicon di Napoli[3] per il cofanetto "Pugaciòff & dintorni 1959/1963" nella categoria "miglior riproposta di un classico"

- Nel 2009 viene celebrato con una mostra personale a Lucca Comics and Games (diretta all'epoca da Renato Genovese), organizzata da Luca Laca Montagliani e Roberto Leoni. In quell'occasione presenta il secondo cofanetto dedicato ai primi cinquant'anni del lupo Pugaciòff a cui viene dedicato anche un concerto e un brano musicale composto dall'Orchestra Bailam. Nella mostra viene proiettata una videobiografia narrata dall'attore Enrico Campanati del Teatro della Tosse di Genova.

- Nel 2008 la rivista "The Artist" rende omaggio a Osvaldo Cavandoli e alla sua Linea con "Cavandoli!!", un fumetto disegnato da 30 autori italiani tra cui Giorgio Rebuffi.

- È uno dei rari autori italiani citato nel "Dictionnaire Mondial de la Bande Dessinée" dell'editore francese Larousse.